# Nicolas de Largillière

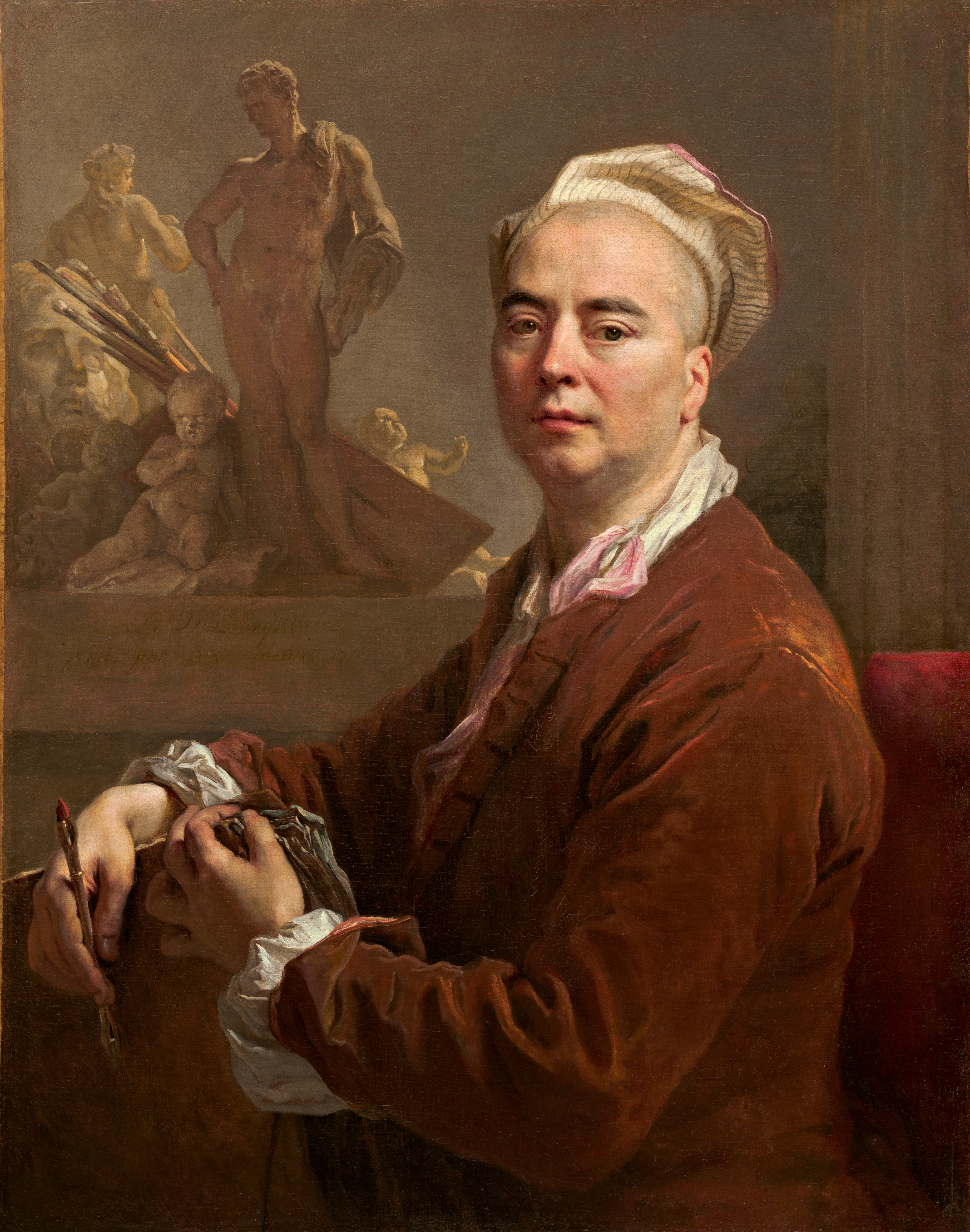
Zelfportret

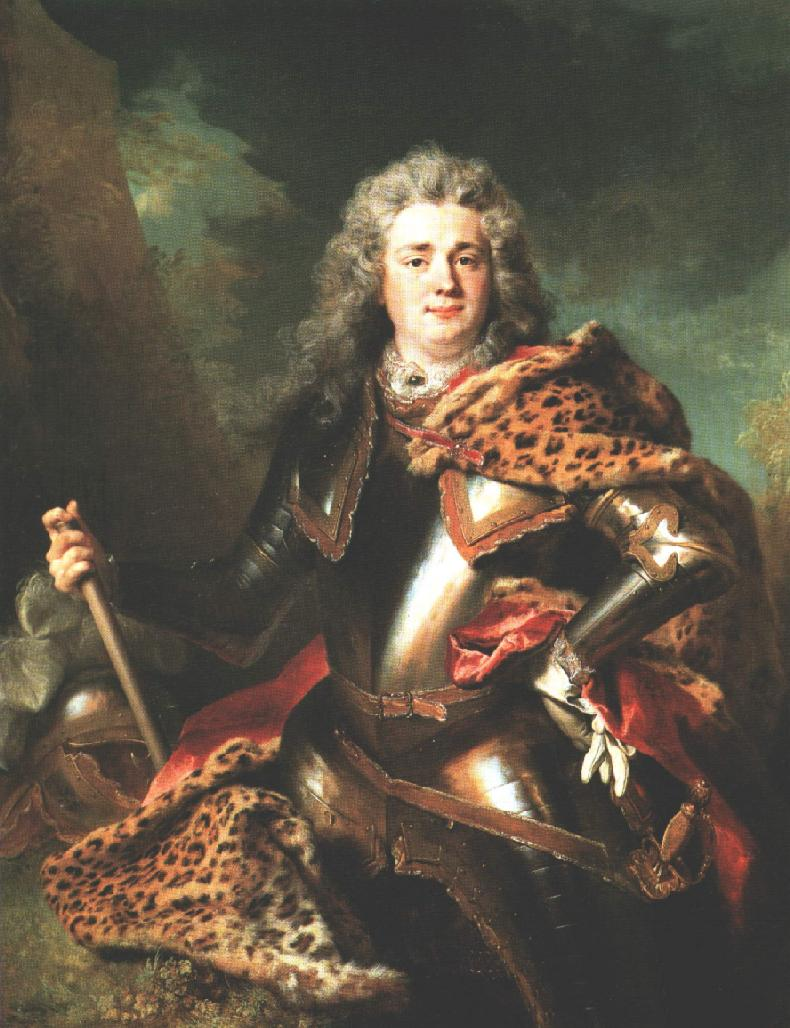
François Armand de Contaut

Nicolas de Largillière (Parijs, 20 oktober 1656 - aldaar, 20 maart 1746) was een barokschilder uit de Franse school. Hij behoort tot de stroming van de Franse barokschilderkunst en past in het rijtje naast Charles Le Brun en Hyacinthe Rigaud. Hij schilderde landschappen, stillevens en met name portretten. Vooral zijn coloriet en composities waren zijn specialiteiten.

## Biografie
Largillière is de zoon van een Parijse handelaar. Op driejarige leeftijd verhuist het gezin naar Antwerpen waar hij in het atelier van Anton Goubau werkt vanaf 1668. Hij moet dus een mondje Nederlands machtig geweest zijn. In 1674 treedt hij toe tot de Sint-Lucasgilde van Antwerpen.
Voordat hij naar Frankrijk teruggaat, passeert hij langs het Britse Hof. In Frankrijk is hij een veelgevraagd schilder van de adel, die veel portretten en ex voto's bij hem bestellen. In 1699 huwt hij Marguerite-Élisabeth Forest, die hem twee dochters en een zoon schenkt. Dankzij zijn talent kan hij zich langzaam een weg banen door de Koninklijke Academie voor schilder- en beeldhouwkunst, waar hij sinds 30 maart 1686 lid is. In 1736 wordt hij er directeur, en in 1743 kanselier.
In 1746 sterft hij op 89-jarige leeftijd.

## Oeuvre
- De familie Stoppa (1685), musée de l'Hôtel-Dieu, Château-Thierry
- Portret van Charles Le Brun (1686), musée du Louvre, Parijs
- La belle Strasbourgeoise (circa 1703), musée des Beaux-Arts de Strasbourg
- Zelfportret in schilderskledij (1707), verkocht voor 514 250 € in 2004
- Zelfportret (1711), musée du Château de Versailles
- Portret van de gravin de Noirmont gekleed als Diana (1715), privécollectie
- Vanitasstilleven, in het bezit van Museum de Fundatie, Zwolle

## Galerij

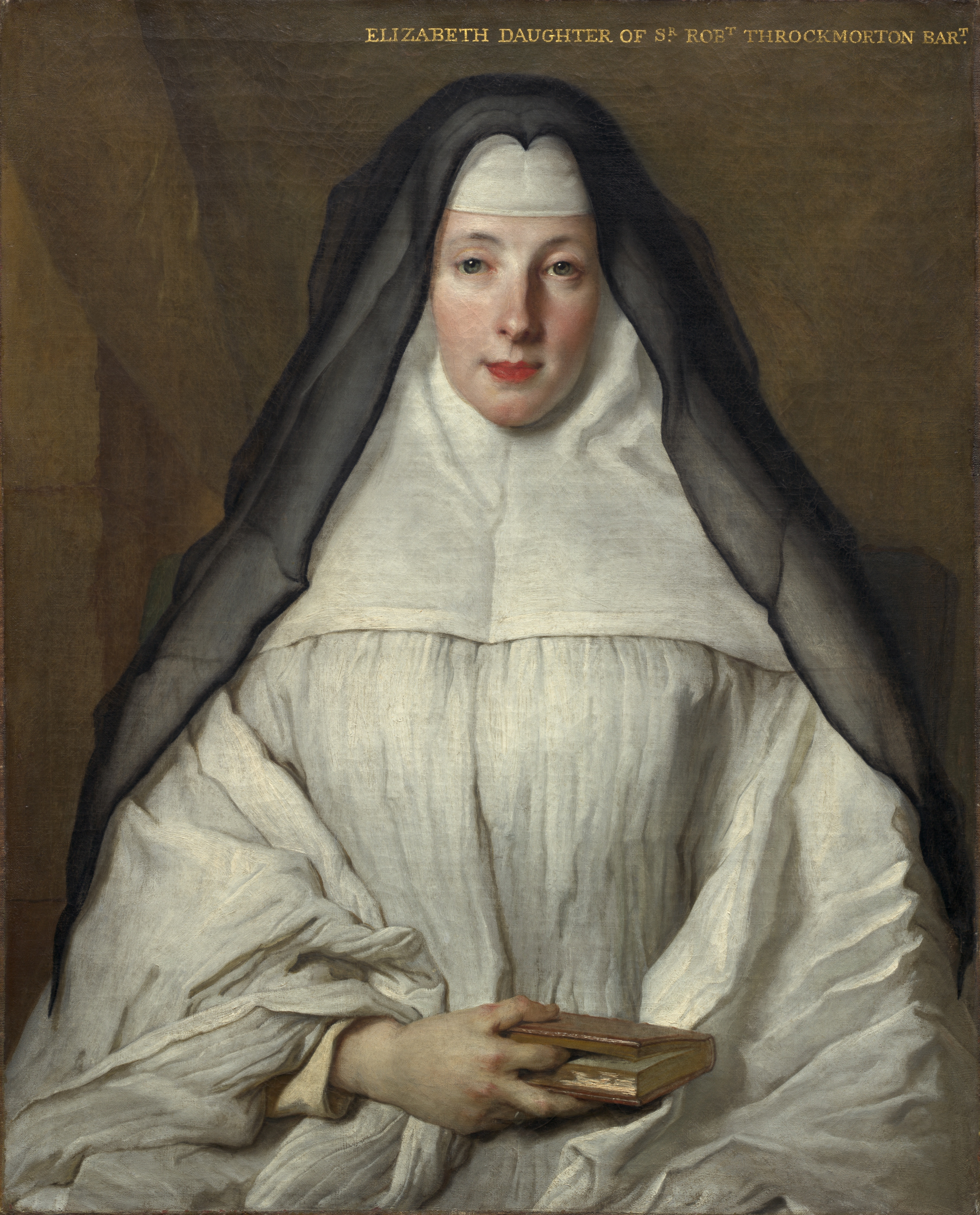
Portret van Elizabeth Throckmorton
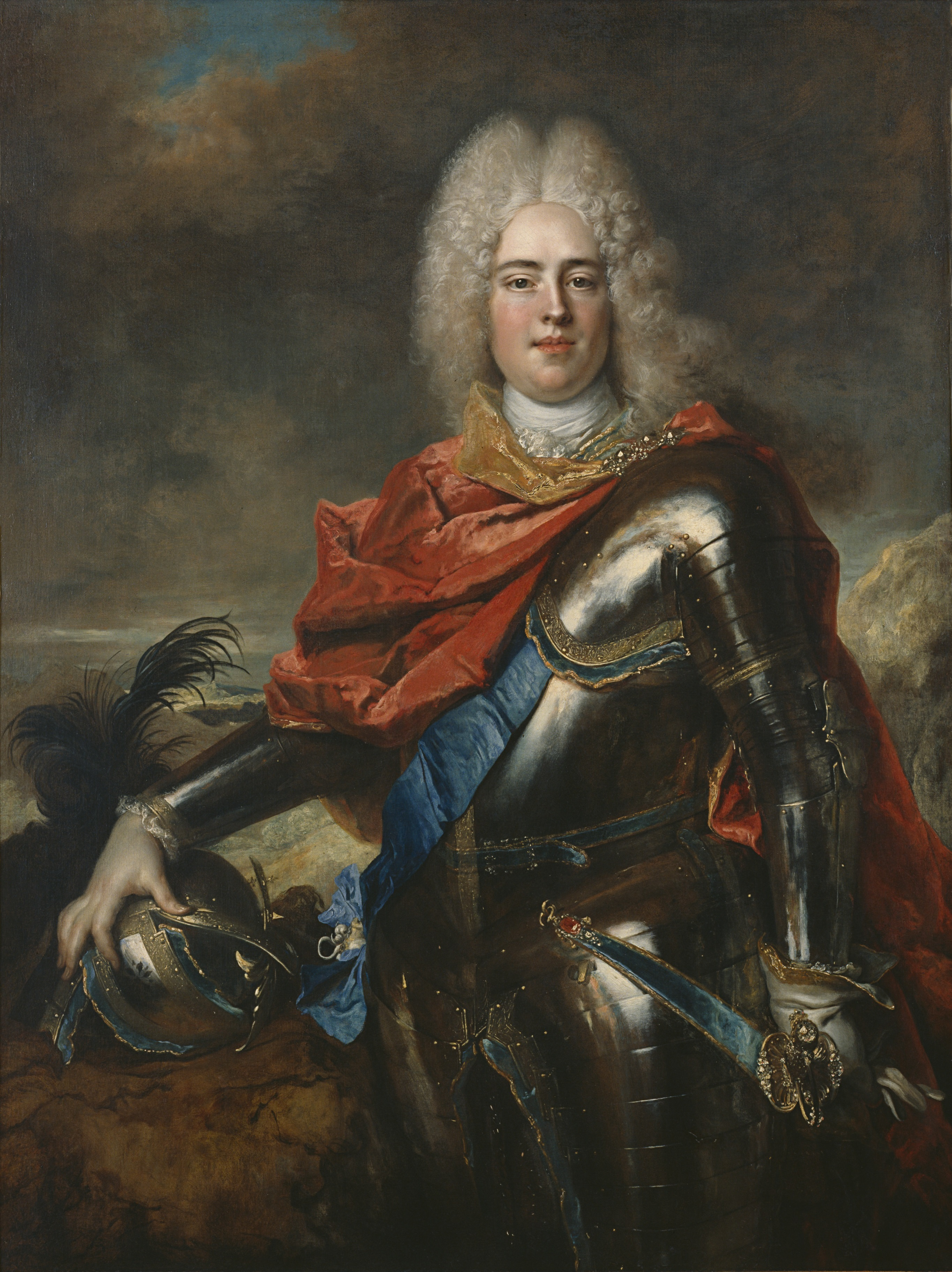
Portret van August III van Polen
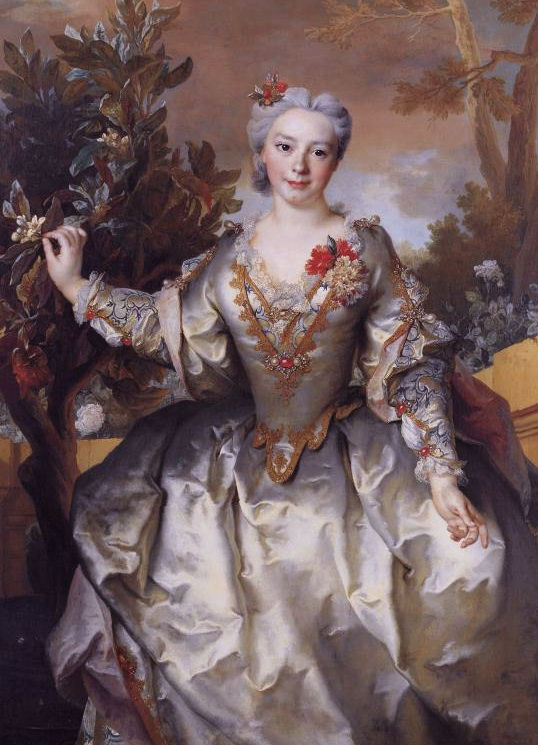
Portret van Louise-Madeleine Bertin, comtessa de Montchal
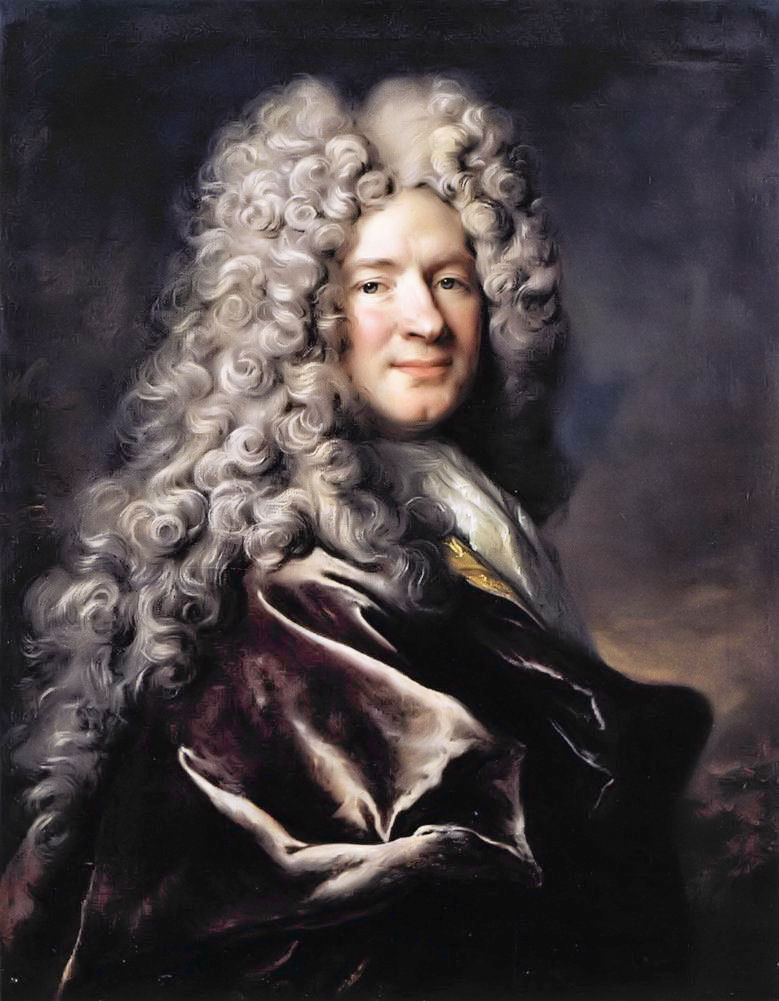
Portret van een heer
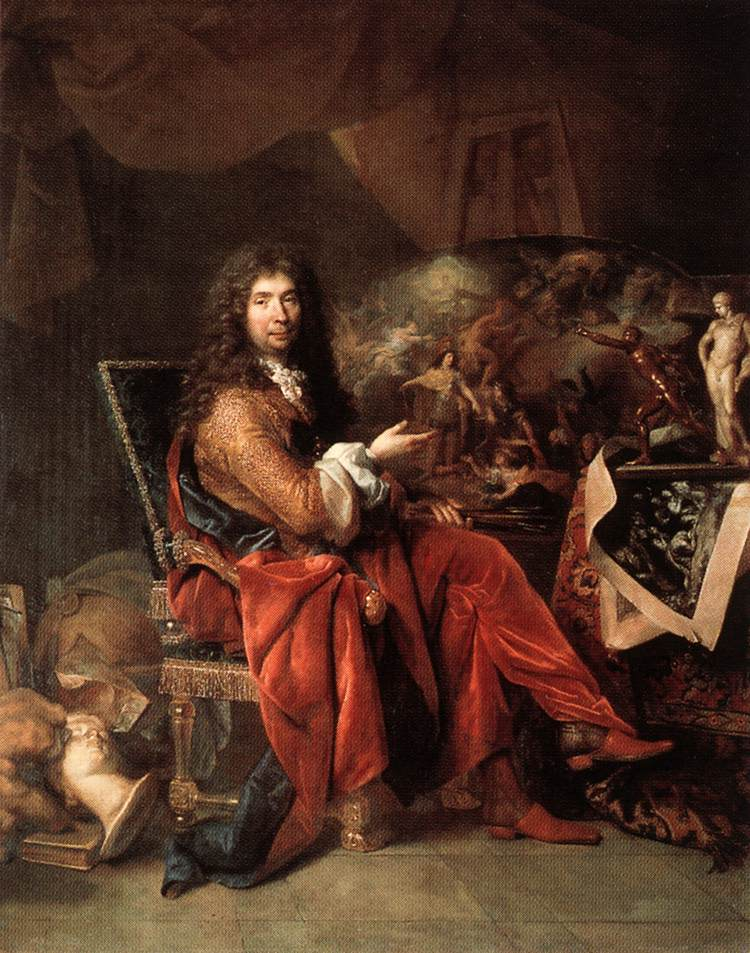
Charles Le Brun (ca. 1715)
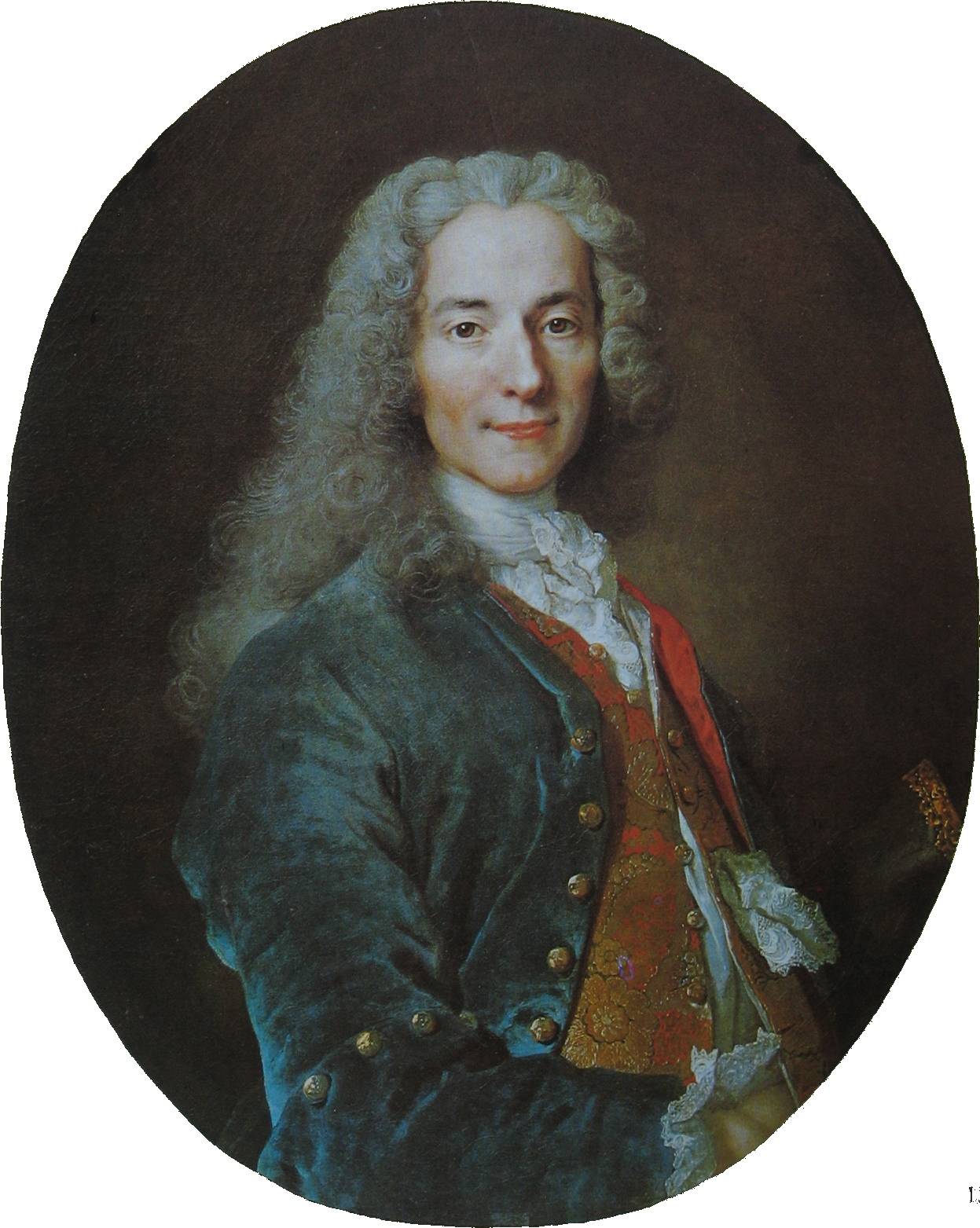
Portret van Voltaire
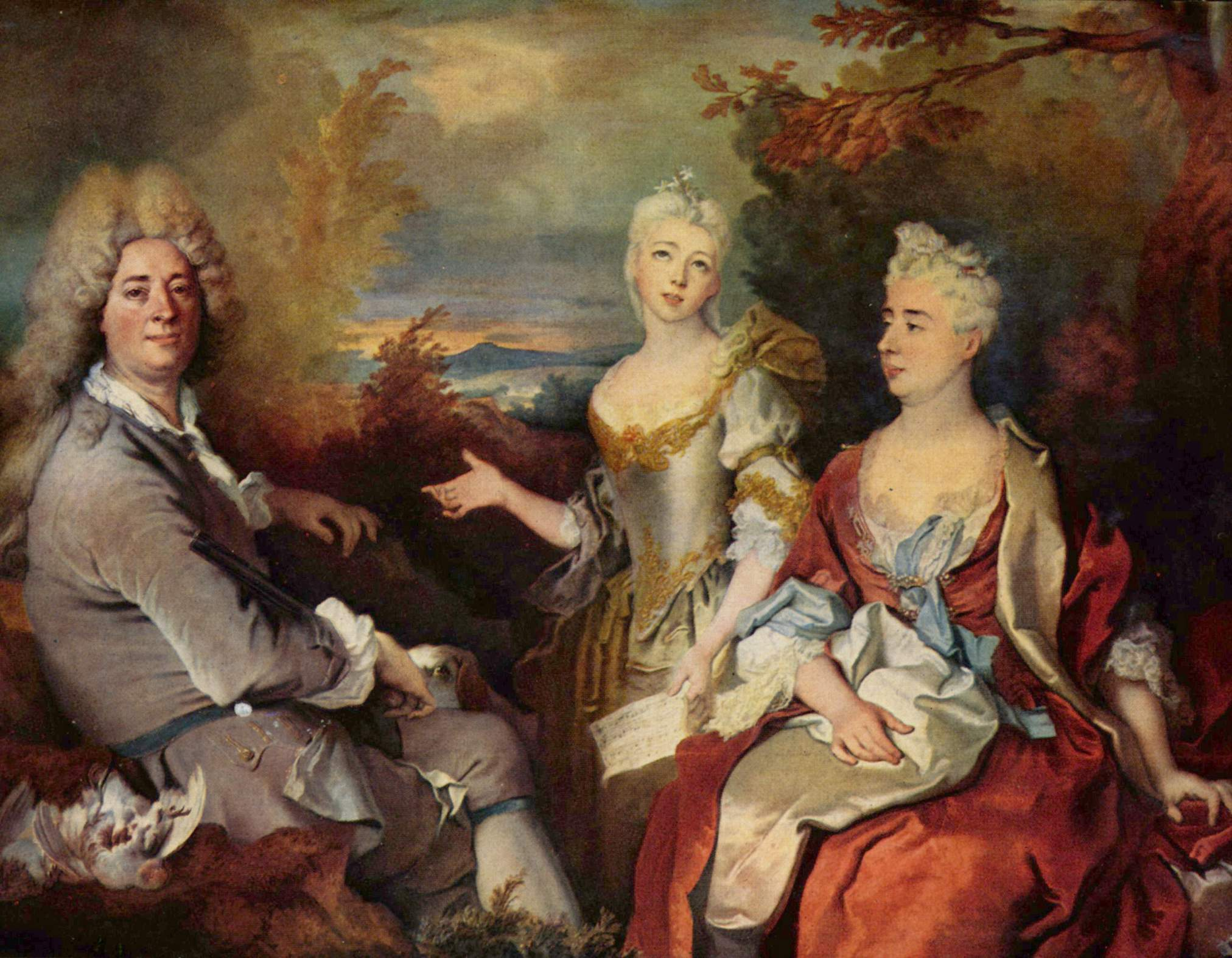
Zelfportret met familie
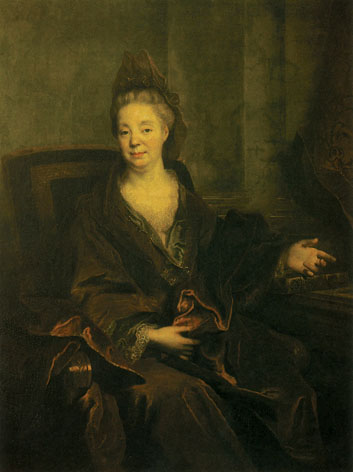
Portret van Marguerite Bécaille
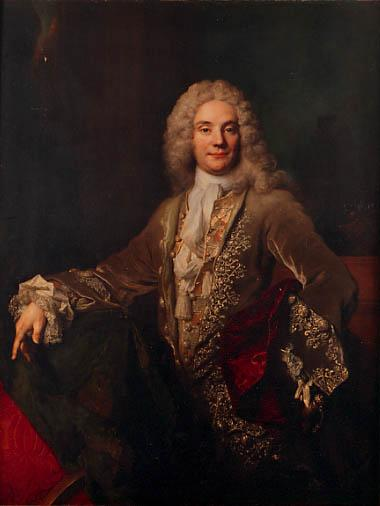
Portret van Pierre-Joseph Titon de Cogny
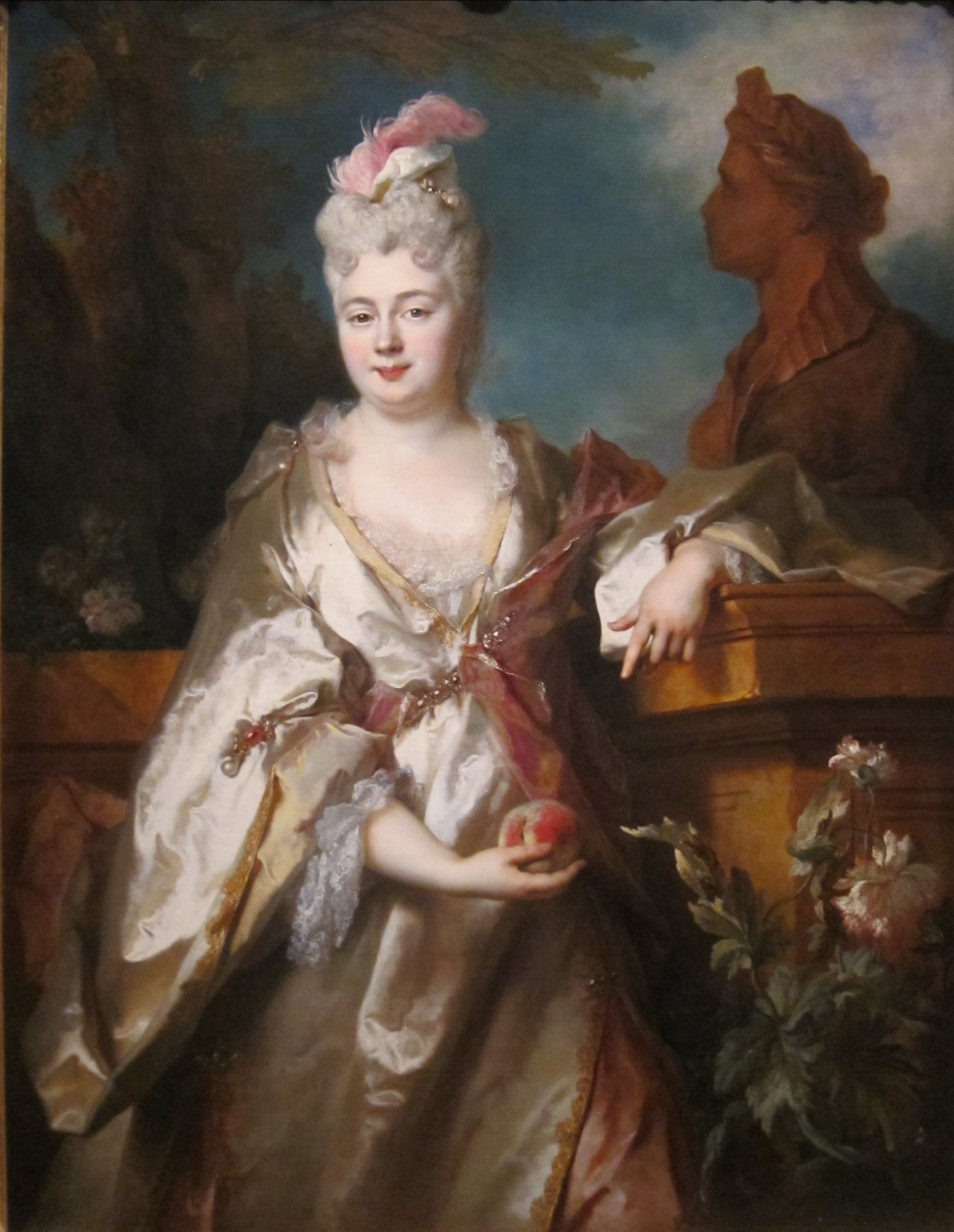
Portret van Jeanne-Cécile Le Guay de Montgermon
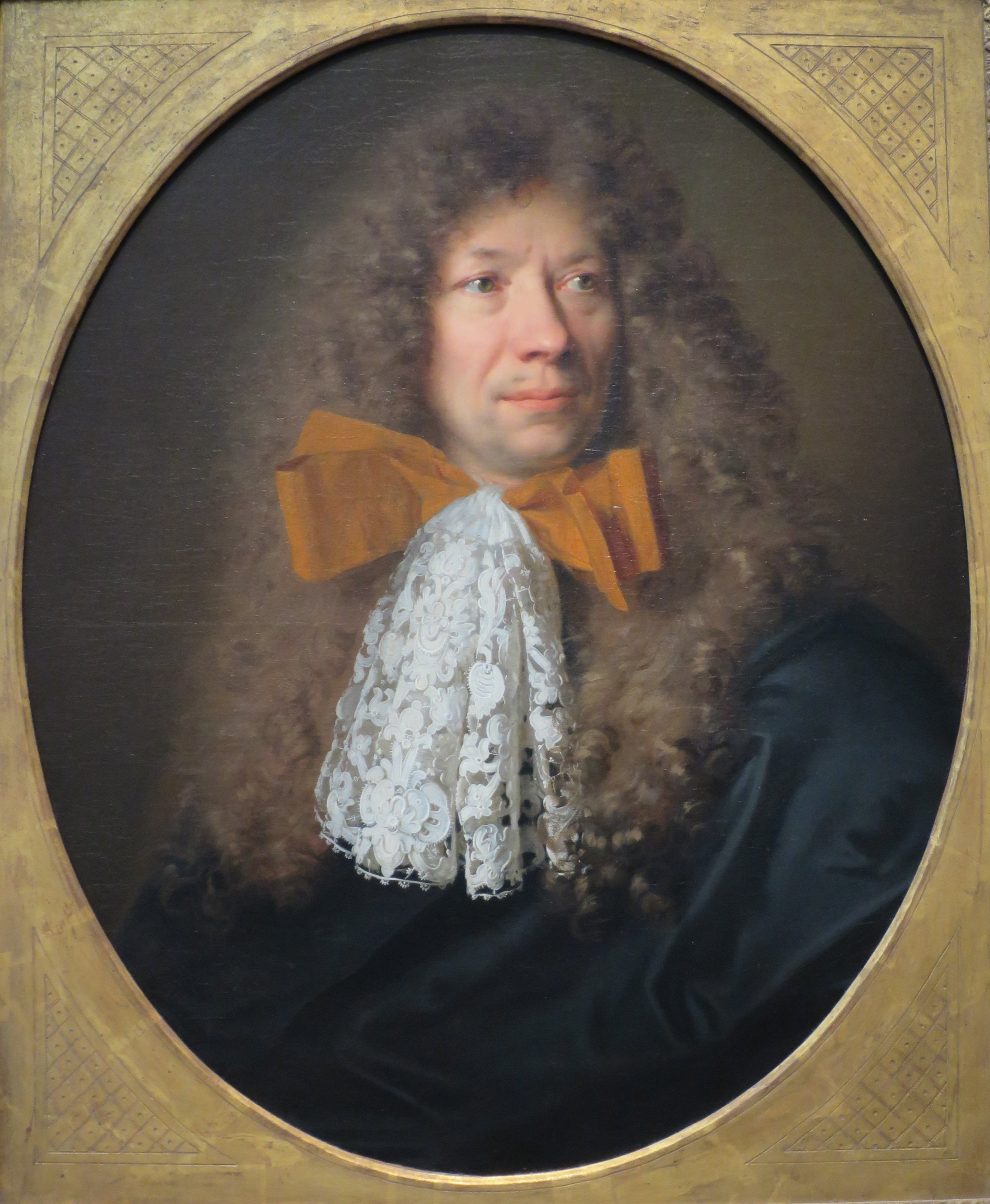
Portret van een heer wellicht Pierre Van Schuppen)
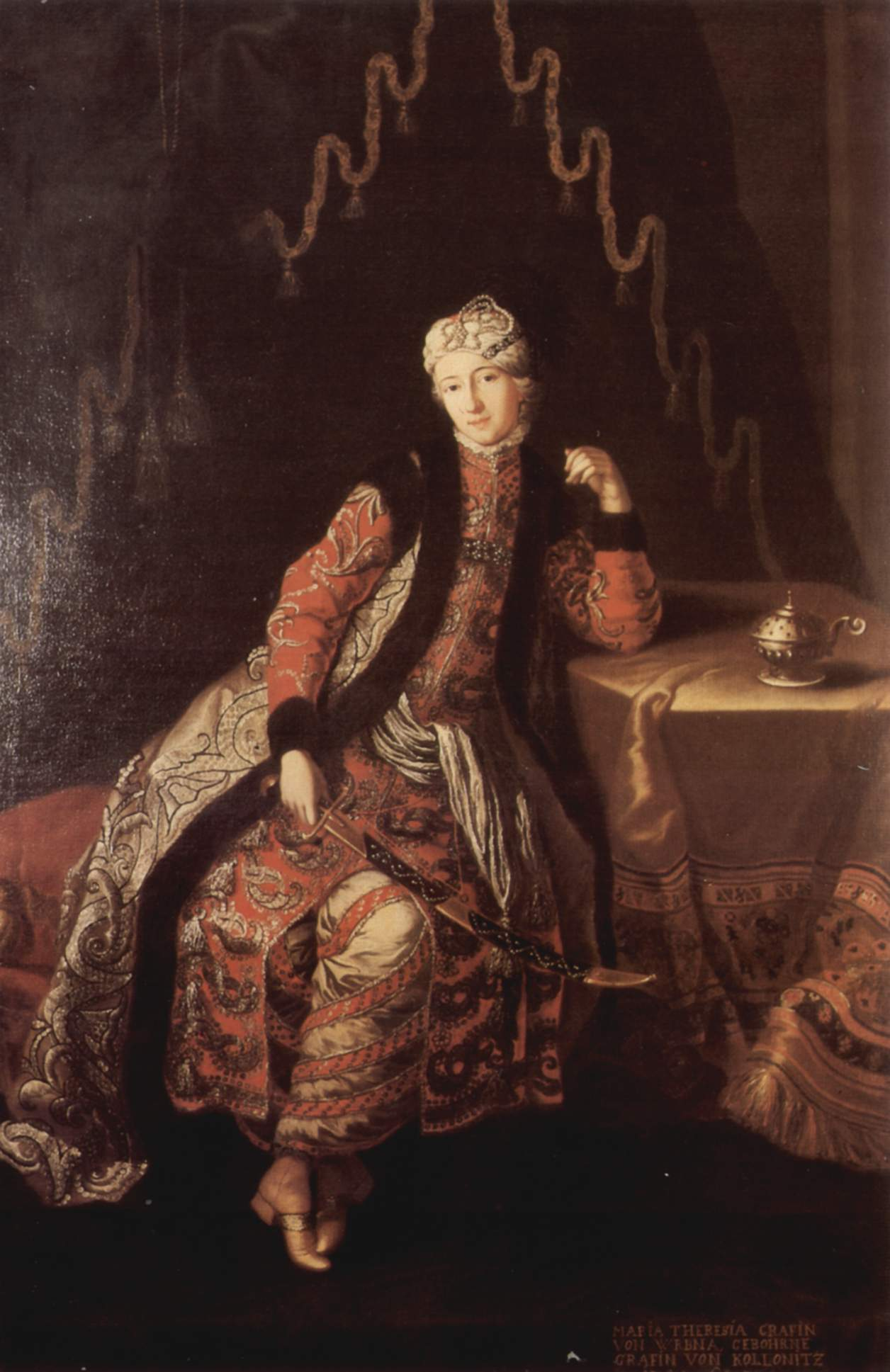
Portret van Jean-Baptiste Tavernier
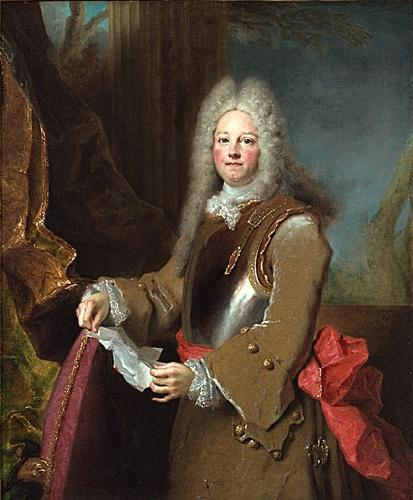
Portret van een ambtenaar, 1714-15
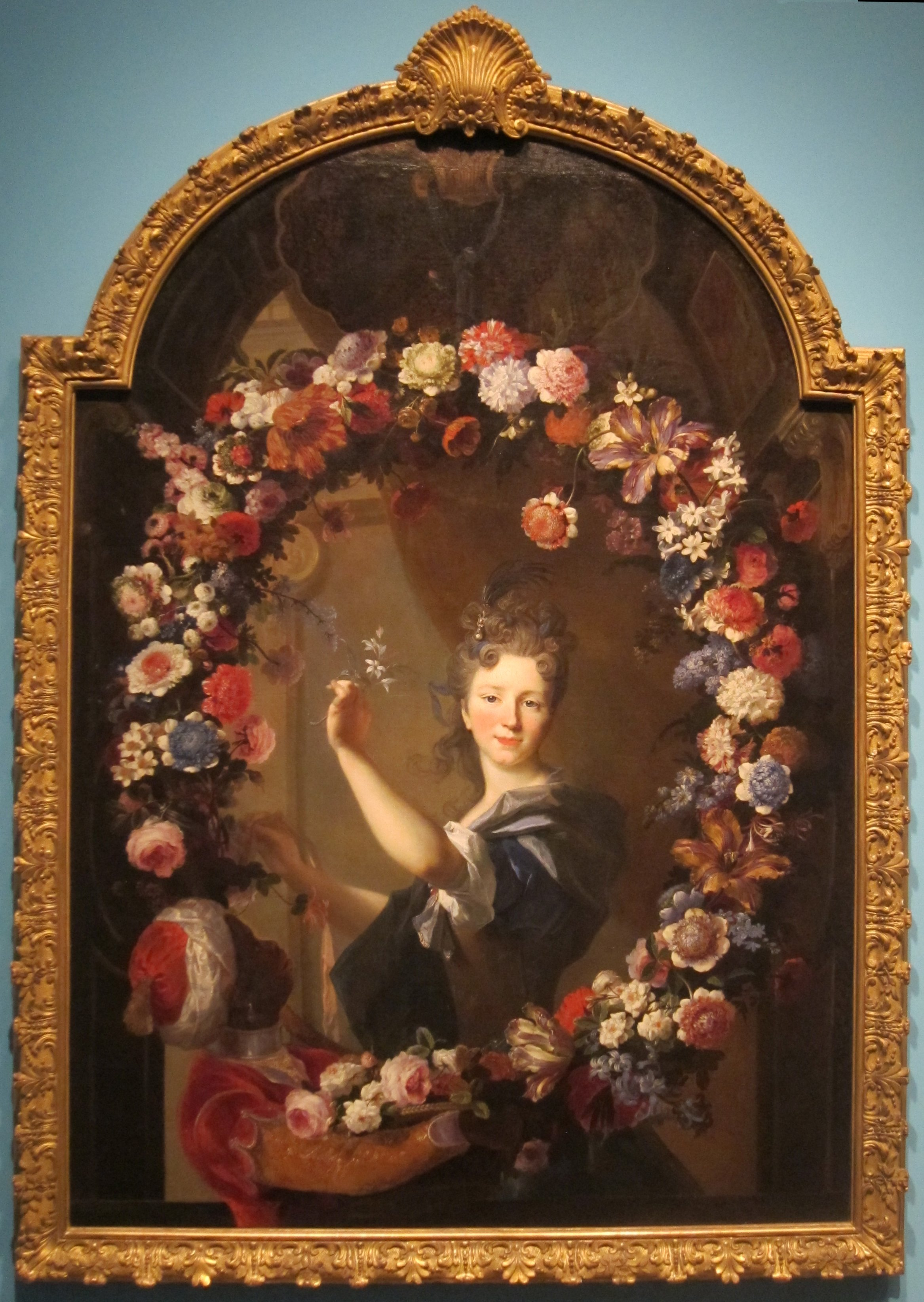
Portret van 'Helene Lambert de Thorigny, ca. 1696-1700
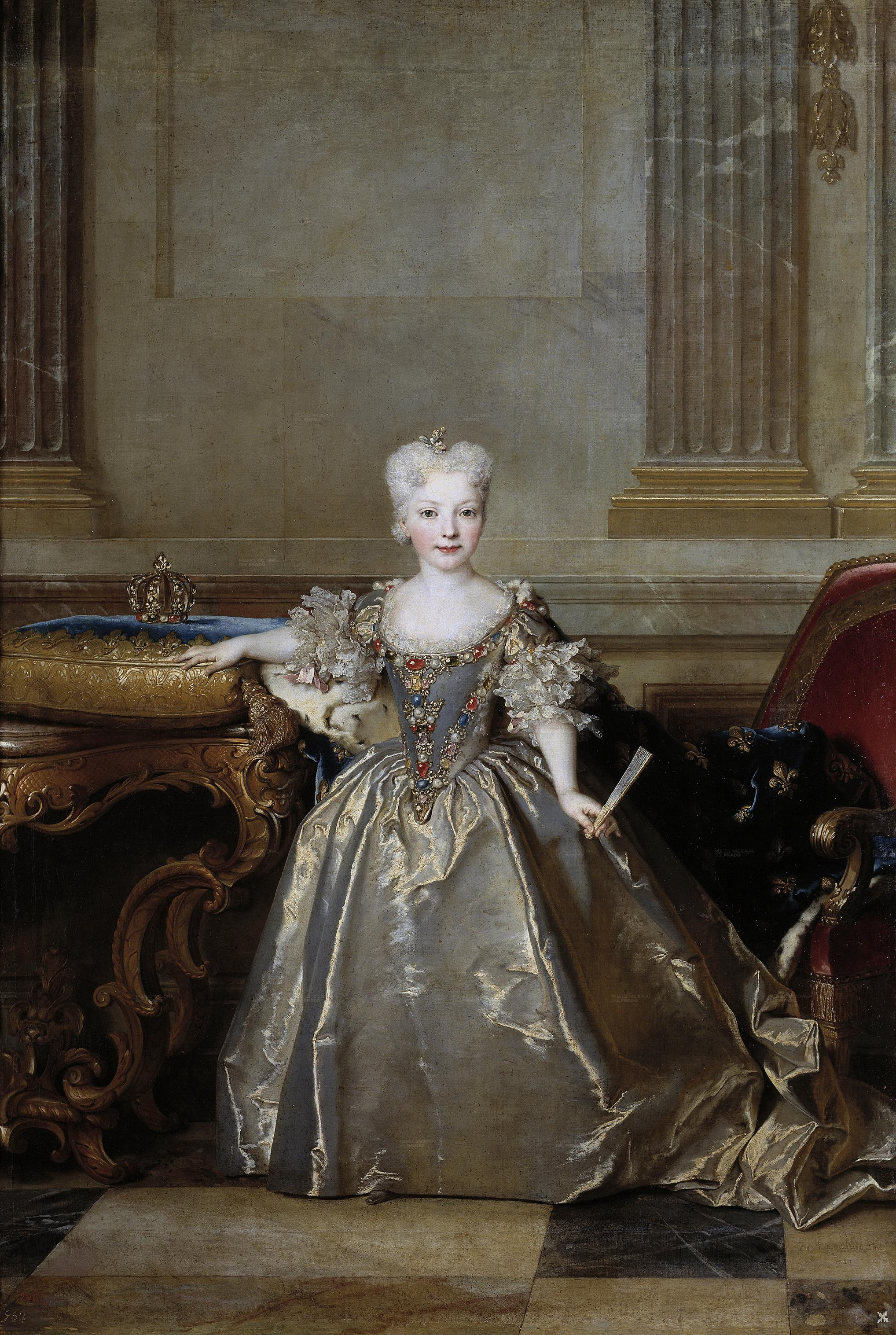
Infante Marianne Victoria van Bourbon, vriendin van Lodewijk XV
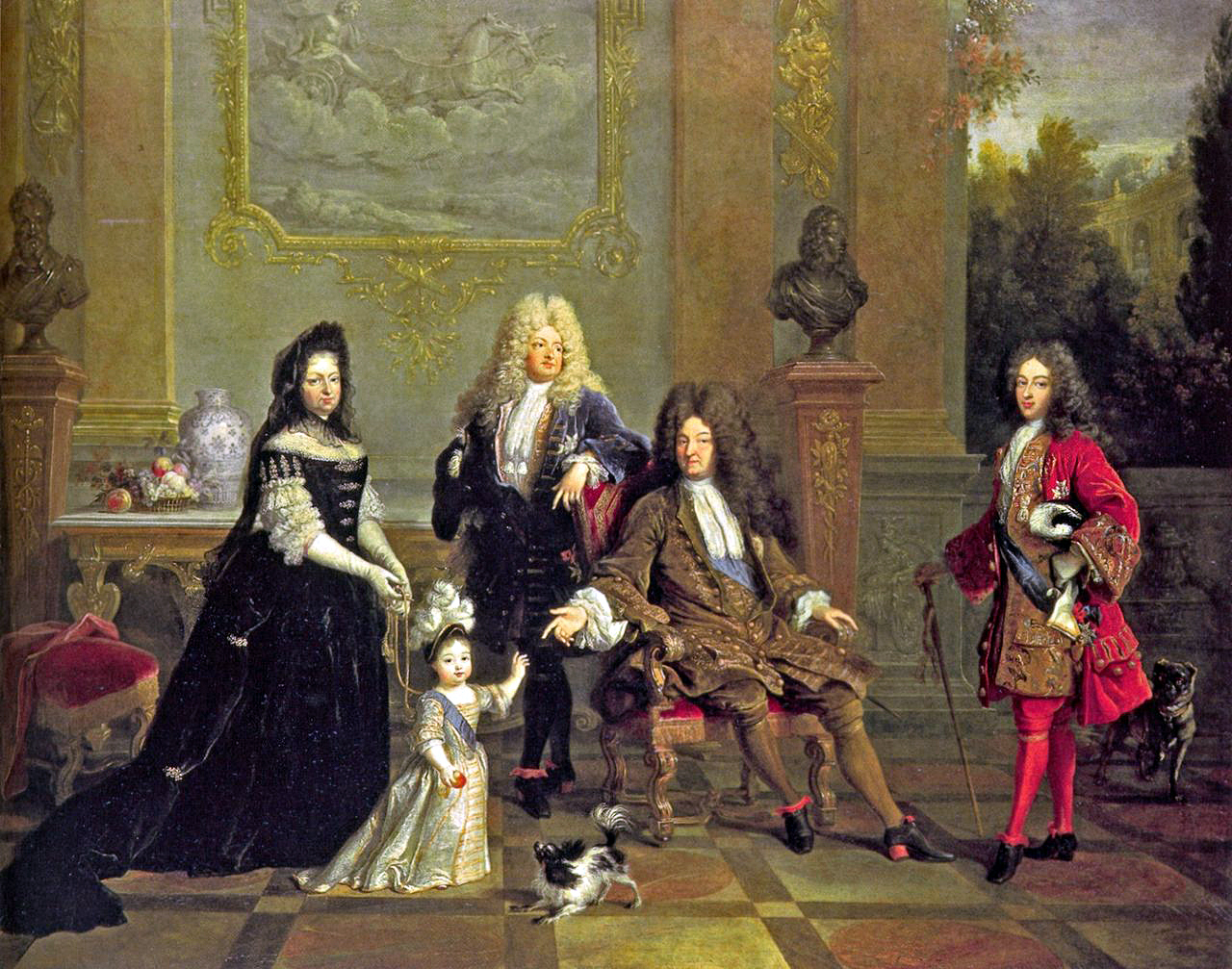
Lodewijk XIV en zijn familie
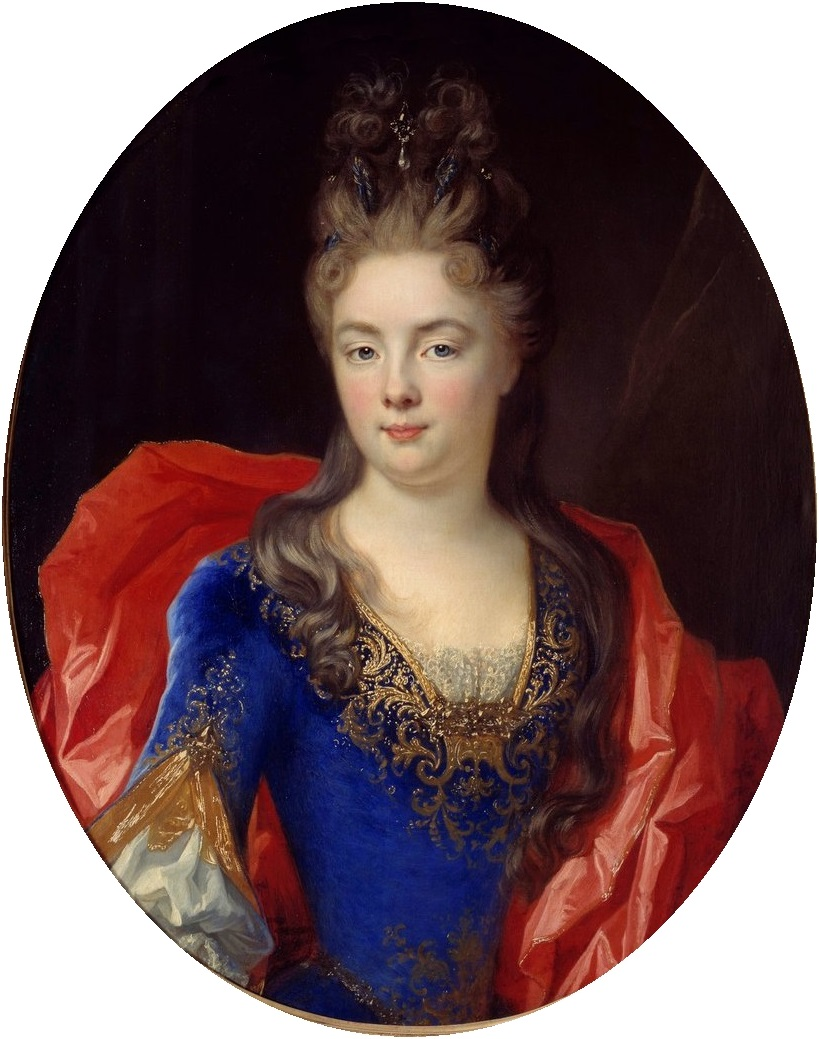
Anne Geneviève de Lévis
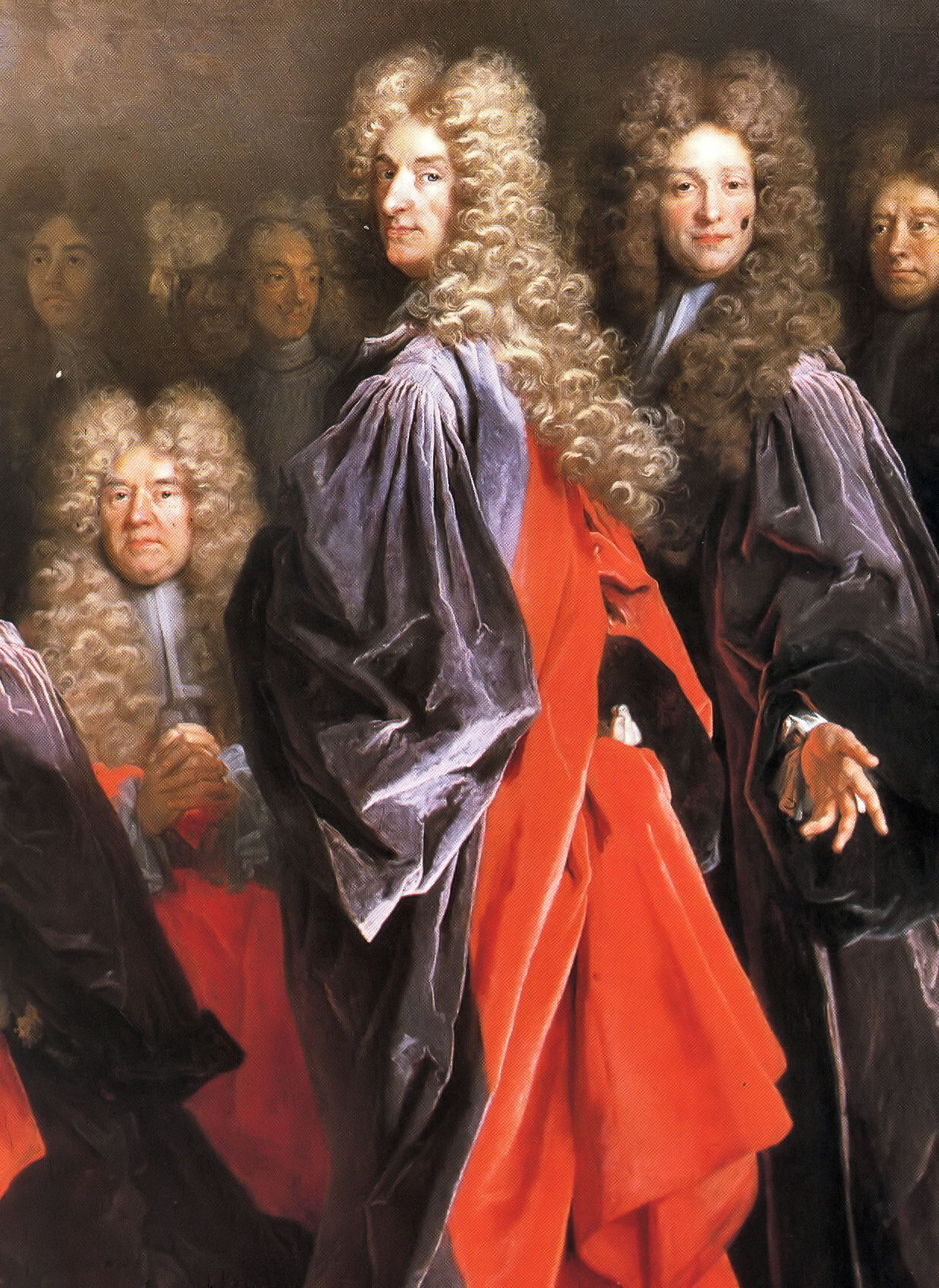
Ex-voto van Sint-Geneviève (detail)